# Batrachochytrium dendrobatidis
Espèce
Batrachochytrium dendrobatidis (ou « Bd ») est une espèce de champignons aquatiques (Chytrides, récemment devenue invasive), parasite des amphibiens. Ce champignon pathogène provoque la chytridiomycose, une maladie infectieuse occasionnant la mort des individus infectés en bloquant leurs organes respiratoires (phénomène reconnu depuis 1998, en Australie et au Panama).

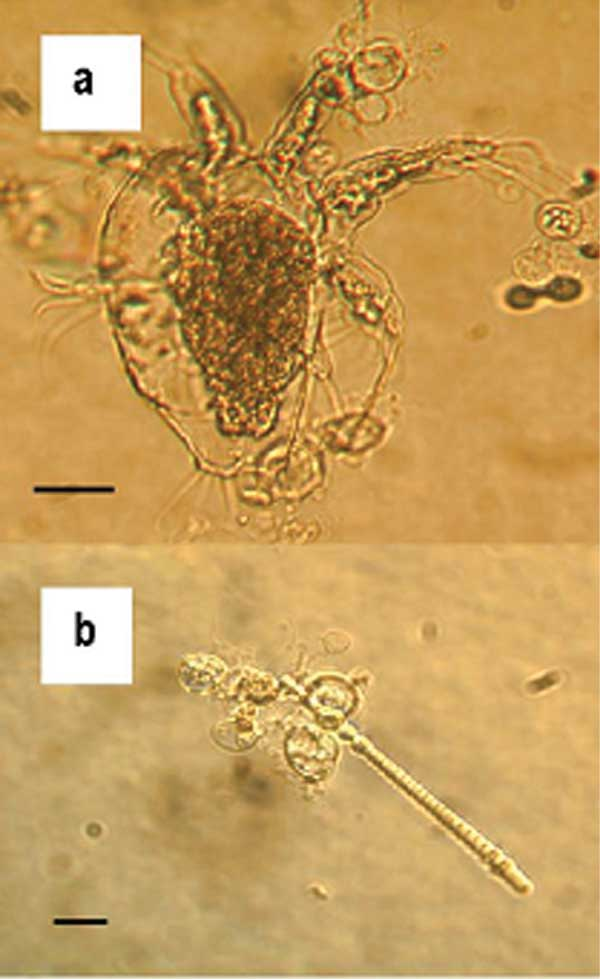
Zoosporanges de Batrachochytrium dendrobatidis en croissance sur
- un arthropode d'eau douce (a)
- une algue (b)
échelle : 30 µm.

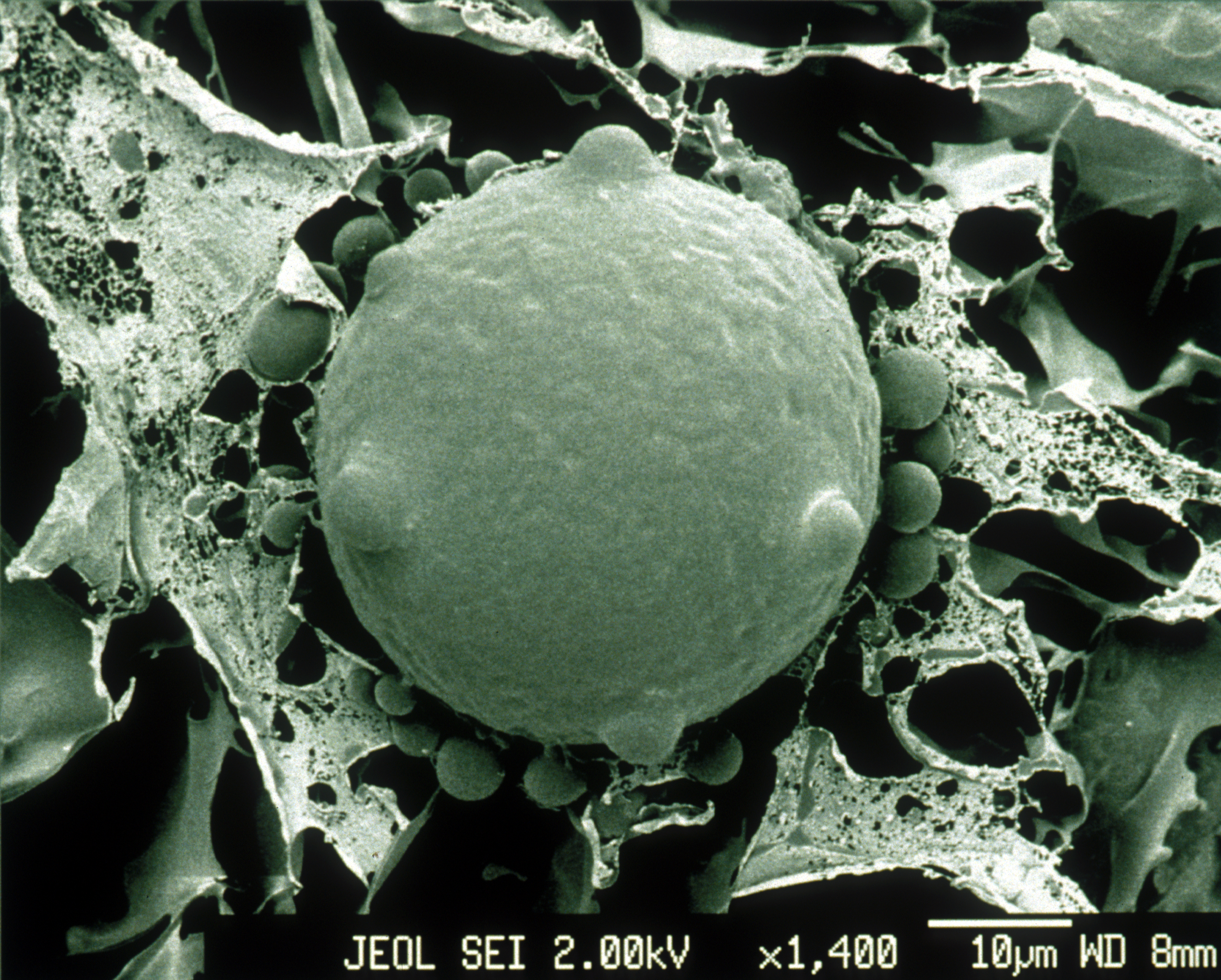
Photo au microscope électronique de Batrachochytrium dendrobatidis (CSIRO).

Ce champignon (chytride) appartient à un groupe de moisissures qui décomposent la matière organique morte. Il est l'un des responsables du déclin des populations d'amphibiens dans différentes régions du monde, affectant plus de 200 espèces (plus de 40 % des espèces d’amphibiens ont disparu dans certaines régions d’Amérique centrale), notamment le Bufo baxteri. Les amphibiens comptent parmi les taxons les plus menacés (avec plus de 120 espèces disparues et 435 en forte régression en moins d'un siècle).

## Origine de la dissémination et de l'épidémie
La fin des tests de grossesse utilisant des œufs de Xenopus laevis a eu pour effet une dissémination hors de ses élevages de cette grenouille (porteur sain du Batrachochytrium dendrobatidis).
Ce champignon est présent dans la nature depuis très longtemps, mais certains variants importés pourraient avoir rencontré des populations immunitairement naïves d'amphibiens et/ou des variants hautement-pathogènes pourrait être des mutants dont la dispersion a été facilité par l'Homme et dont l'évolution aurait pu avoir été favorisée par la dégradation anthropique des zones humides et de l'environnement en général.

## Ecoépidémiologie
Depuis 2009, ce champignon microscopique pathogène frappe aussi l'Europe. 

Il semble notamment avoir été récemment identifié comme la source d'une mortalité en hausse des crapauds accoucheurs au lac d'Arlet dans les Pyrénées françaises.
Une autre espèce de chytride, découverte récemment, Batrachochytrium salamandrivorans serait responsable du déclin de la population de salamandres aux Pays-Bas (96 % des salamandres y ont disparu) et en Wallonie.
Les amphibiens se contaminent quand ils sont dans l'eau. Le champignon qui s'y trouve à l'état de spore s'incruste dans leur peau, s'y développe et forme alors des zoosporanges qui produisent à leur tour des zoospores.

## Étymologie
Le nom de genre vient des mots grecs batracho (grenouille) et chytr (pot de terre), tandis que le nom d'espèce est dérivé de Dendrobates.